# Campioni italiani assoluti di atletica leggera - Staffetta 4×800 metri maschile
Questa pagina raccoglie un elenco di tutti i campioni italiani dell'atletica leggera nella staffetta 4×800 metri, specialità che entrò nel programma dei campionati nel 1930 e vi rimase fino al 1995, tranne che nelle edizioni dal 1933 al 1969, dal 1977 al 1984 e 1990. Furono assegnati, in totale, 19 titoli nazionali.

## Albo d'oro
| Anno      | Società (atleti)                                                                                | Prestazione            |
| --------- | ----------------------------------------------------------------------------------------------- | ---------------------- |
| 1930      | ASSI Giglio Rosso Nello Bartolini Giuseppe Lippi Emilio Sasso Euclide Svampa                    | 8'17"1/5(m)            |
| 1931      | Pro Patria Milano Luigi Beccali Aristide Bonfà Fabio Cavallari Giovanni Turba                   | 8'04"1/5(m)            |
| 1932      | Virtus Bologna Sportiva Umberto Bacchi Emilio Marini Giorgio Nannetti Mario Tugnoli             | 8'08"1/5(m)            |
| 1933/1943 | Gara non in programma                                                                           | Gara non in programma  |
| 1944      | Edizione non disputata                                                                          | Edizione non disputata |
| 1945/1969 | Gara non in programma                                                                           | Gara non in programma  |
| 1970      | Lilion SNIA Varedo Sandro Castelli Furio Fusi Giuseppe Mavaracchio Claudio Trachelio            | 7'39"2(m)              |
| 1971      | ? Gian Paolo Chittolini Paolo Cirlini Francesco Dal Corso Adelio Diamante                       | 7'31"4(m)              |
| 1972      | ? Giorgio Cailotto Francesco Dal Corso Adelio Diamante Aldo Tomasini                            | 7'51"8(m)              |
| 1973      | Pro Patria Pierrel Francesco Dal Corso Adelio Diamante Vittorio Fontanella Ferdinando Totani    | 7'32"8(m)              |
| 1974      | Pro Patria Pierrel Gianni Bossan Adelio Diamante Vittorio Fontanella Ferdinando Totani          | 7'32"3                 |
| 1975      | Pro Patria Pierrel Gianni Bossan Vittorio Fontanella Carlo Grippo Ferdinando Totani             | 7'28"9(m)              |
| 1976      | Pro Patria Pierrel Gabriele Ferrero Vittorio Fontanella Carlo Grippo Ferdinando Totani          | 7'28"9                 |
| 1977/1984 | Gara non in programma                                                                           | Gara non in programma  |
| 1985      | ? Stefano Cecchini Alberto Corvo Ivano Dell'Antone Bruno Migliorini                             | 7'20"43                |
| 1986      | ? Stefano Cecchini Alberto Corvo Ivano Dell'Antone Bruno Migliorini                             | 7'42"63                |
| 1987      | Atletica Sarzana Riccardo Cardone Fabio Di Vito Reinhold Rogen Angelo Zanon                     | 7'24"47                |
| 1988      | Gruppo Sportivo Fiamme Oro Stefano Camisasca Gennaro Di Napoli Mauro Griggio Giuseppe Landolfi  | 7'30"11                |
| 1989      | ? Nicola Bonamici Gianni Bruzzi Gianni Crepaldi Francesco Onori                                 | 7'28"72(m)             |
| 1990      | Gara non in programma                                                                           | Gara non in programma  |
| 1991      | Gruppo Sportivo Fiamme Azzurre Andrea Benvenuti Riccardo Cardone Giuseppe D'Urso Davide Tirelli | 7'14"65                |
| 1992      | ? Nicola Bonamici Gianni Bruzzi Marco Chiavarini Andrea Tridello                                | 7'23"19(m)             |
| 1993      | Gruppo Sportivo Fiamme Azzurre Carlo Barbieri Giuseppe D'Urso Massimo Pegoretti Davide Tirelli  | 7'20"10                |
| 1994      | Gruppi Sportivi Fiamme Gialle Andrea Ceccarelli Marco Garzia Andrea Giocondi Flavio Parente     | 7'33"36                |
| 1995      | Gruppi Sportivi Fiamme Gialle Marco Garzia Andrea Giocondi Umberto Loria Flavio Parente         | 7'23"17                |